# Yaalwakax
Yaalwakax är en ort i Mexiko.   Den ligger i kommunen Oxchuc och delstaten Chiapas, i den sydöstra delen av landet, 800 km öster om huvudstaden Mexico City. Yaalwakax ligger 1 191 meter över havet och antalet invånare är 148.
Terrängen runt Yaalwakax är kuperad åt sydost, men åt nordväst är den bergig. Terrängen runt Yaalwakax sluttar norrut. Runt Yaalwakax är det ganska glesbefolkat, med 21 invånare per kvadratkilometer. Närmaste större samhälle är Pantelhó, 19,5 km nordväst om Yaalwakax. I omgivningarna runt Yaalwakax växer i huvudsak städsegrön lövskog.